# Westernskytte

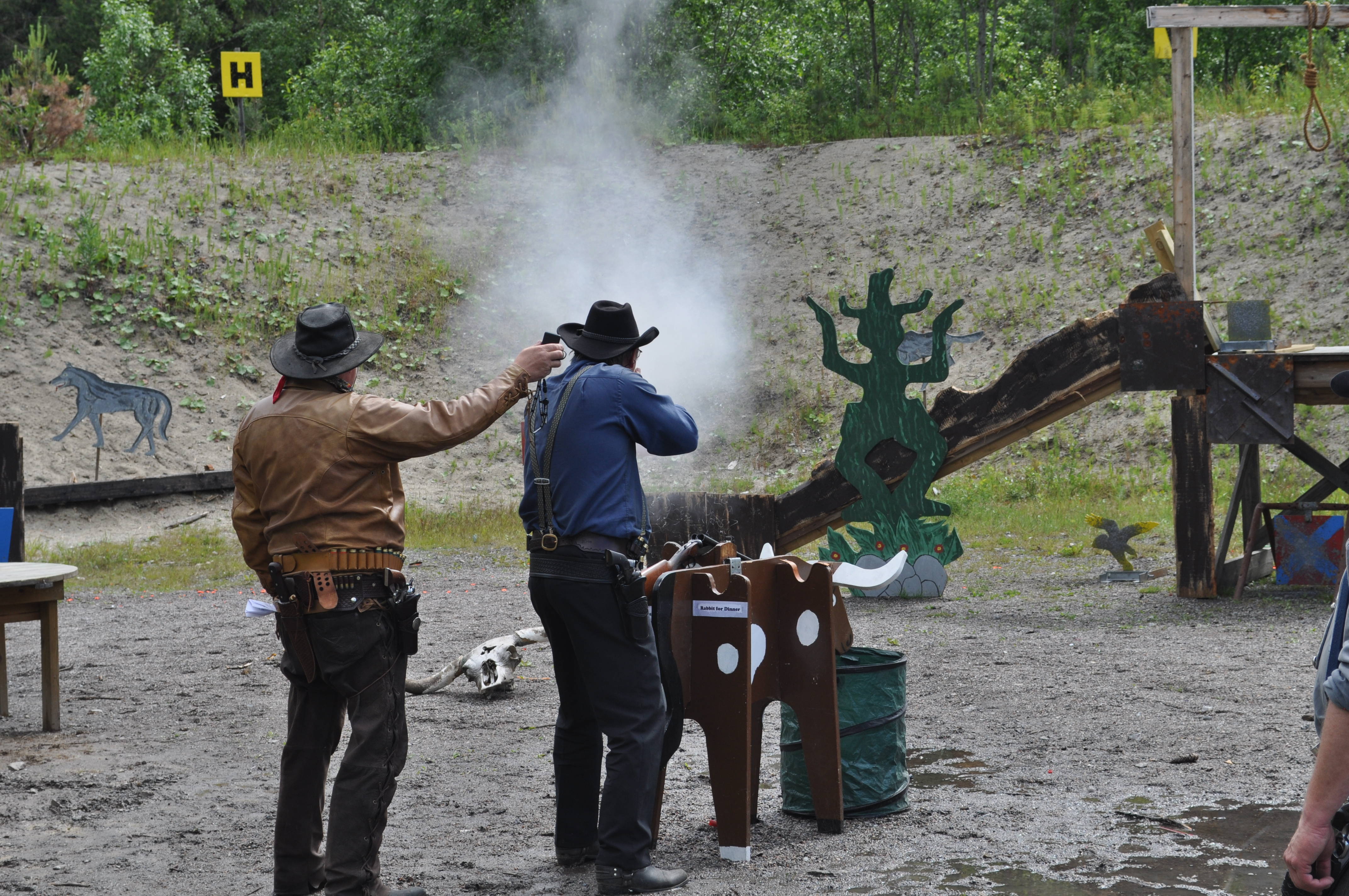
En westernskytt skjuter gevär på stålmål. Till vänster en funktionär med tidtagningsutrustning.

Westernskytte (engelsk förkortning CAS efter Cowboy Action Shooting), även känt som Western Action Shooting eller Single Action Shooting, är en sport som uppstod i Kalifornien, USA i början av 1980-talet. Westernskytte praktiseras i många länder, och sporten har flera olika regelutgivande organisationer såsom Single Action Shooting Society (SASS), Western Action Shootists Association (WASA), National Congress of Old West Shooters (NCOWS) och Scandinavian Western Shooters (SWS) 

## Vapen
Westernskytte kräver att deltagarna använder vapen som normalt användes i mitten och mot slutet av artonhundratalet, enkelverkande pistoler, bygelrepeter i pistolkaliber, och dubbelpipigt hagelgevär eller "1897-style"-hagelgevär med utanpåliggande hanar. Winchester 1887 handtagshagelgevär och Colt Lightning pumphagel är också tillåtna. Både original och reproduktioner av vapen accepteras på lika villkor. Alla vapen som används i westernskytte måste vara av "single action"-typ, vilket innebär att hanen måste spännas manuellt innan varje skott.
Deltagande i westernskyttetävlingar kräver vanligtvis fyra vapen: två periodkorrekta revolvrar, ett hagelgevär och ett gevär med centraltändningspatron av en kaliber och typ som användes före 1899. Vissa CAS-grenar erbjuder också sidotävlingar för enkelskotts "Buffalo gevär", Derringers och liknande. Replikvapen är tillgängliga från företag såsom Ruger, Colt's Manufacturing Company, Uberti, Pietta och USA Firearms Mfg. Co.
En variant av westernskytte godkänt av SASS är "Wild Bunch Action Shooting", inspirerad av westernfilmer. Enligt SASS använder denna variant "vapen som typiskt användes när Vilda Västern tämjdes i början av 1900-talet." De revolvrar som används i vanliga SASS-tävlingar ersätts då med Colt 1911-pistoler, bygelgevär används fortfarande, medan endast "1897-style" pumphagelgevär accepteras. Som i traditionell CAS får både originalet och kopior användas.

## Klädsel
Alla deltagare skall bära en klädsel som är av västerntyp. Beroende på reglerna för den givna organisationen kan kravet vara kläder som är historiskt korrekta för 1800-talet, eller bara utförda i en stil som förknippas med Vilda Västern. Några tillåter "Hollywood-stil", där kläderna liknar de som används i västernfilmer, till exempel Hopalong Cassidy eller TV-serien Gunsmoke.

## Alias
Deltagarna måste välja ett alias från Vilda Västern, eller ett namn som anspelar på den tiden. Alias registreras hos organisationen där deltagaren är medlem, och förhindrar andra från att använda aliaset i sanktionerade evenemang. Många skyttar är kreativa i valet av namn (som den banktjänsteman som använder aliaset "Loan Arranger"). Registrerade alias tillåts inte låta på samma sätt som ett annat registrerat alias.

## Tävlingar
Tävlingarna har ett antal separata skyttescenarion, kallade "stages". Scenarierna är alltid olika, men kräver oftast tio skott med revolver (skytten använder som oftast två enkelverkande revolvrar), nio eller tio skott med gevär, och mellan två och åtta skott med hagelgevär. Målen är oftast stålplattor som avger ljud när de träffas. Ibland används reaktiva mål, såsom fallmål eller lerduvor. En bom lägger till fem sekunder på deltagarens tid, säkerhetsöverträdelser eller andra procedurfel ger tio sekunder.
I USA drar nationella tävlingar och VM-tävlingar ofta uppemot 700 deltagare.

## Poängräkning
Skyttarna skjuter en åt gången med tidtagning. De flesta tävlingar avgörs genom att en total tid räknas fram, inklusive tillägg och avdrag.
Skytten klockas med hjälp av elektronisk tidtagning som registrerar tidsåtgång i varje stage i hundradels sekund. Klockan startar när skjutledaren trycker på en knapp, vilket ger en ljudsignal för att meddela skytten att denne kan starta. Klockan har en inbyggd mikrofon som registrerar varje skott. När skotten upphör visar timern den totala tiden.
Varje tävlandes totala tid ökas med fem sekunder för varje skott som missar, och med tio sekunder för varje formellt fel. Den kortaste sammanlagda tiden ledde till vinst. Skott på mål i fel ordning resulterar i ett fel i förfarandet, men en skytt kan bara få strafftid för ett fel i förfarandet per stage.
Om en tävlande avsiktligt eller medvetet undviker att följa steg i beskrivningen med syftet att uppnå en konkurrensfördel, kallas detta "failure to engage" och bestraffas med 30 sekunders tilläggstid. Detta är också att betrakta som en överträdelse av "spirit of the game", andan i spelet, som uppmanar till att delta fullt ut inom de gränser som gäller för westernskytte och scenariet. Två påföljder för brott mot andan i spelet leder till diskvalificering.

## Scenarier

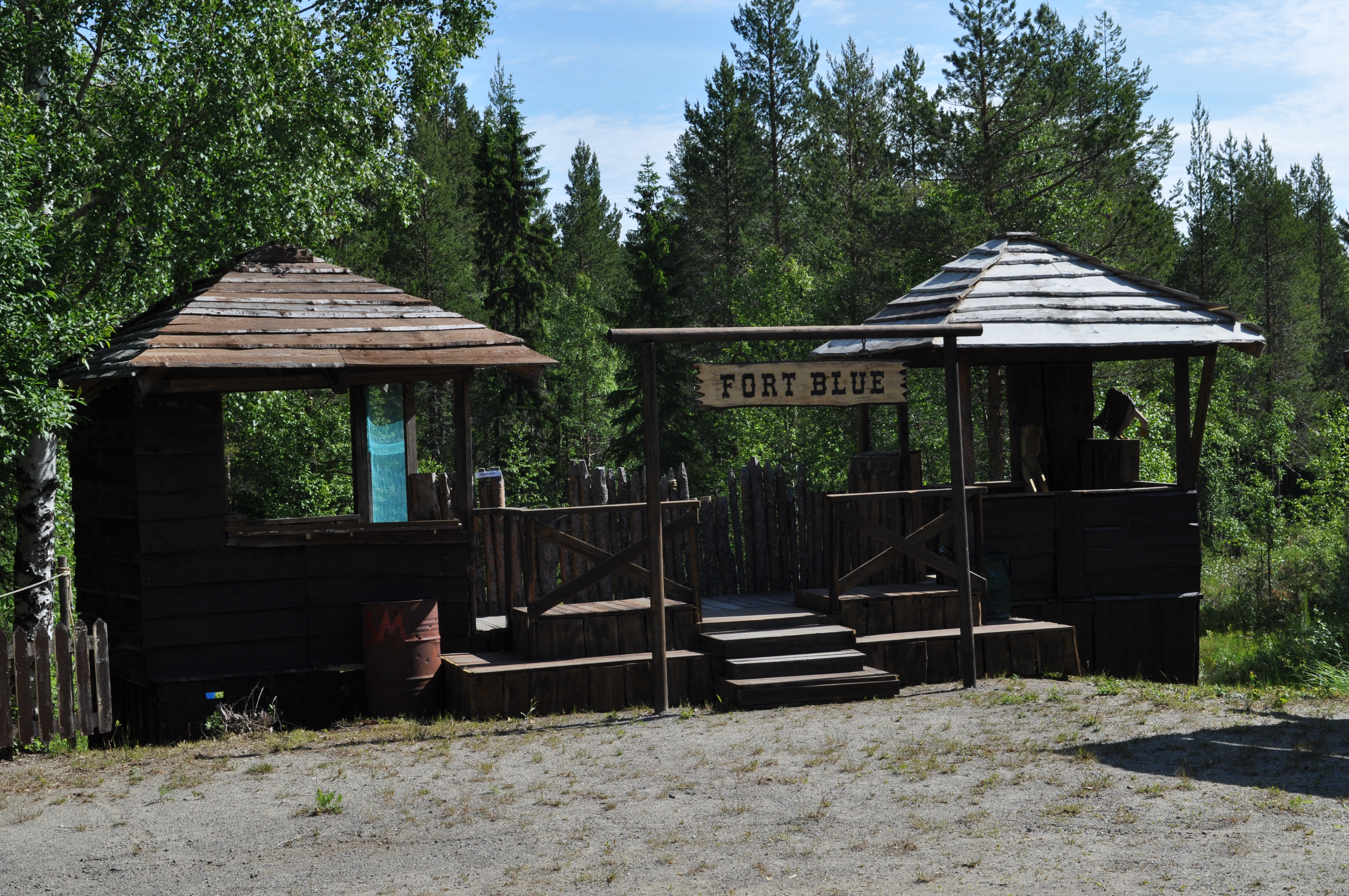
Tidstypisk rekvisita vid ett scenario.

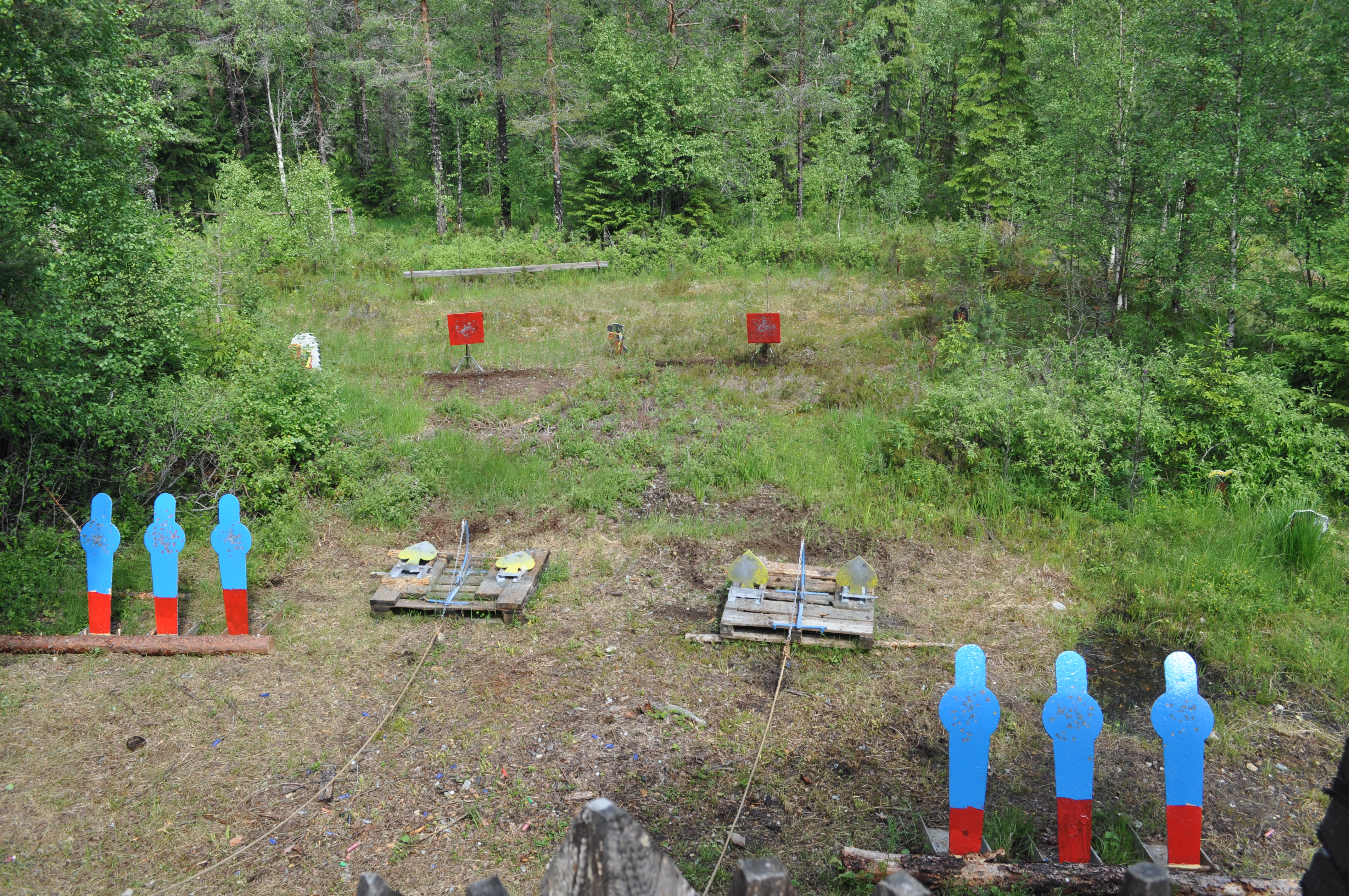
Stålmål som används i scenarierna.

Varje stage i en tävling är tänkt att vara olika. Ibland blir används bara två vapen, ibland bara ett. Ibland måste skytten ladda om medan tiden går.
När skytten skall skjuta, placerar skytten vapnet eller vapnen så som scenariot anger. Till exempel kan kravet vara att geväret är placerad på en höbal till vänster om skytten och pistolen på en höbal till höger. Innan skytten startar frågar skytteledaren om skytten förstått scenariot och besvarar eventuella frågor skytten kan ha. Skytten blir sedan tillfrågad om denne är redo. Skytteledaren ger sedan "standby"-kommando och startar klockan efter två till fem sekunder. När larmet ljuder, kan skytten börja.
Ett exempel på en stage: Den tävlande måste dra en pistol och skjuta på fem stålmål, därefter stoppa den första pistolen i hölstret och förflytta sig till vänster där geväret ligger klart. Skytten måste sedan plocka upp geväret och skjuta på fem stålmål som ligger längre bort. Detta kan vara nio separata mål, eller tre mål som skytten skjuter tre gånger vardera utan att skjuta samma mål flera gånger i rad. Då skall skytten lägga ner sitt gevär, tömt och med handtaget tillbakadraget, och sedan förflytta sig till hagelgeväret. Eftersom alla hagelgevär på banan alltid är öppna och tomma vid början av en stage, ska skytten plocka upp hagelgeväret, ladda med högst två skott (oavsett typ av hagelbössa) och skjuta på två fallmål, ladda om, och skjuta på två mål. Då skall skytten lägga ner sitt vapen, tomt och brutet, och ta sin andra revolver för att skjuta på tre stålmål med en "Nevada Sweep" (vänster, center, höger, center, vänster) för totalt fem skott.
När den tävlande har avslutat skjutningen, instruerar skjutledaren deltagaren att ta med sig sina vapen till ett tomt bord, där en annan skytt inspekterar och kontrollerar att alla vapen är tomma. Skyttens totala tid registreras och tidsstraff för alla bommar eller formella fel läggs till. Bommar räknas av tre observatörer.

## Säkerhet
Först och främst måste skyddsglasögon användas hela tiden. I en typisk stage ska nästkommande skytt ladda sina vapen vid ett utpekat laddningsbord under överinseende av utsedd laddningsövervakare. Revolvrar för sex skott laddas alltid med bara fem skott, med den tomma kammaren under hanen. Skyttens gevär är också laddad med erforderligt antal skott, och med hanen på en tom kammare. Hagelgevär laddas aldrig i förväg utan först när klockan är igång.
På en typisk westernsskytte-stage, ska alla vapen vara tomma förutom när skytten är i laddningsområdet, eller skjuter i en stage. Omedelbart efteråt töms vapnen under övervakning och inspekteras. Även vid hantering av tomma vapen tillämpas stränga säkerhetsregler vid CAS. I Sverige krävs en särskild säkerhetskurs för västernskytte, utöver den allmänna säkerhetskursen som krävs för medlemskap i pistolklubbar.

## Stagedekoration
Förutom att skytten måste vara klädd i tidstypiska kläder, dekoreras ofta mål och rekvisita i tidstypisk stil för att ge en mer autentisk upplevelse. Till exempel kan ett scenario vara i en bank, och den tävlande skjuta från en gallerförsedd bankkassa, för att sedan till plocka upp en påse med guld och bära den i ena handen samtidigt som den tävlande ska skjuta med den andra handen. Andra dekorationer kan vara vagnar, diligenser, "hästar" eller svängdörrar.

## Kategorier
Även om de olika organisationerna använder olika kategorier, ingår dessa oftast:
- Traditionell - Skytten använder endast revolvrar med fasta riktmedel
- Duelist - Skytten använder bara en hand för att skjuta revolvrar
- Gunslinger - Skytten använder två revolvrar vid samma tidpunkt då scenariot tillåter det, skjuter annars i tur och ordning med högerhandsrevolvern i höger hand och vänsterhandsrevolvern i vänstra hand.